# Byholma en Grimshult
Byholma en Grimshult (Zweeds: Byholma och Grimshult) is een småort in de gemeente Ljungby in het landschap Småland en de provincie Kronobergs län in Zweden. Het småort heeft 100 inwoners (2005) en een oppervlakte van 28 hectare. Eigenlijk bestaat het småort uit twee plaatsen: Byholma en Grimshult. Het småort wordt omringd door zowel landbouwgrond en bos, als moerasachtig gebied, ook ligt er een klein meertje vlak bij het småort. De stad Ljungby ligt zo'n vijfentwintig kilometer ten oosten van het småort.
Ljungby · Lagan · Ryssby · Lidhult · Kånna · Vittaryd · Angelstad · Agunnaryd · Hamneda · Dörarp · Bolmen · Byholma en Grimshult